# 690780 Constantinescu
690780 Constantinescu è un asteroide della fascia principale. Scoperto nel 2014, presenta un'orbita caratterizzata da un semiasse maggiore pari a 3,178253 UA e da un'eccentricità di 0,104048, inclinata di 10,809097° rispetto all'eclittica.